# Tešanjka (Tešanj, BiH)
Tešanjka je naseljeno mjesto u sastavu općine Tešanj, Federacija Bosne i Hercegovine, BiH. Naselje je mješovito urbano-ruralno.

## Hidrografija
Rijeka Tešanjka ulijeva se u rijeku Usoru u ovom naselju.

## Stanovništvo
| Tešanjka           |              |
| godina popisa      | 1991.        |
| Muslimani          | 495 (47,27%) |
| Hrvati             | 424 (40,49%) |
| Srbi               | 23 (2,19%)   |
| Jugoslaveni        | 64 (6,11%)   |
| ostali i nepoznato | 41 (3,91%)   |
| ukupno             | 1.047        |

Tešanjka kao samostalno naseljeno mjesto postoji od popisa 1991. godine.